# 단노 겐타
단노 겐타(일본어: 丹野 研太, 1986년 8월 30일 ~ )는 일본의 축구 선수이다. 현재 J3리그의 이와테 그루자 모리오카에서 뛰고 있다.

## 구단 경력
그는 2005년부터 J리그의 세레소 오사카, 오이타 트리니타, 가와사키 프론탈레, 이와테 그루자 모리오카에서 뛰었다.